# Mesopolobus nikolskayae
Mesopolobus nikolskayae är en stekelart som beskrevs av Dzhanokmen 1989. Mesopolobus nikolskayae ingår i släktet Mesopolobus och familjen puppglanssteklar.
Artens utbredningsområde är Kazakstan. Inga underarter finns listade i Catalogue of Life.